# National Football League 2018
La stagione NFL 2018 è stata la 99ª stagione sportiva della National Football League, la massima lega professionistica statunitense di football americano. La stagione è iniziata il 6 settembre 2018 e si è conclusa con il Super Bowl LIII, disputato il 3 febbraio 2019 al Mercedes-Benz Stadium di Atlanta, Georgia.  Ad aggiudicarsi il titolo sono stati i New England Patriots (giunti al loro sesto trionfo), superando nella finalissima i Los Angeles Rams con il punteggio di 13-3, il più basso di sempre nella storia del Super Bowl (il record precedente era detenuto dal Super Bowl VII, conclusosi con la vittoria dei Miami Dolphins sui Washington Redskins per 14-7).

## Draft

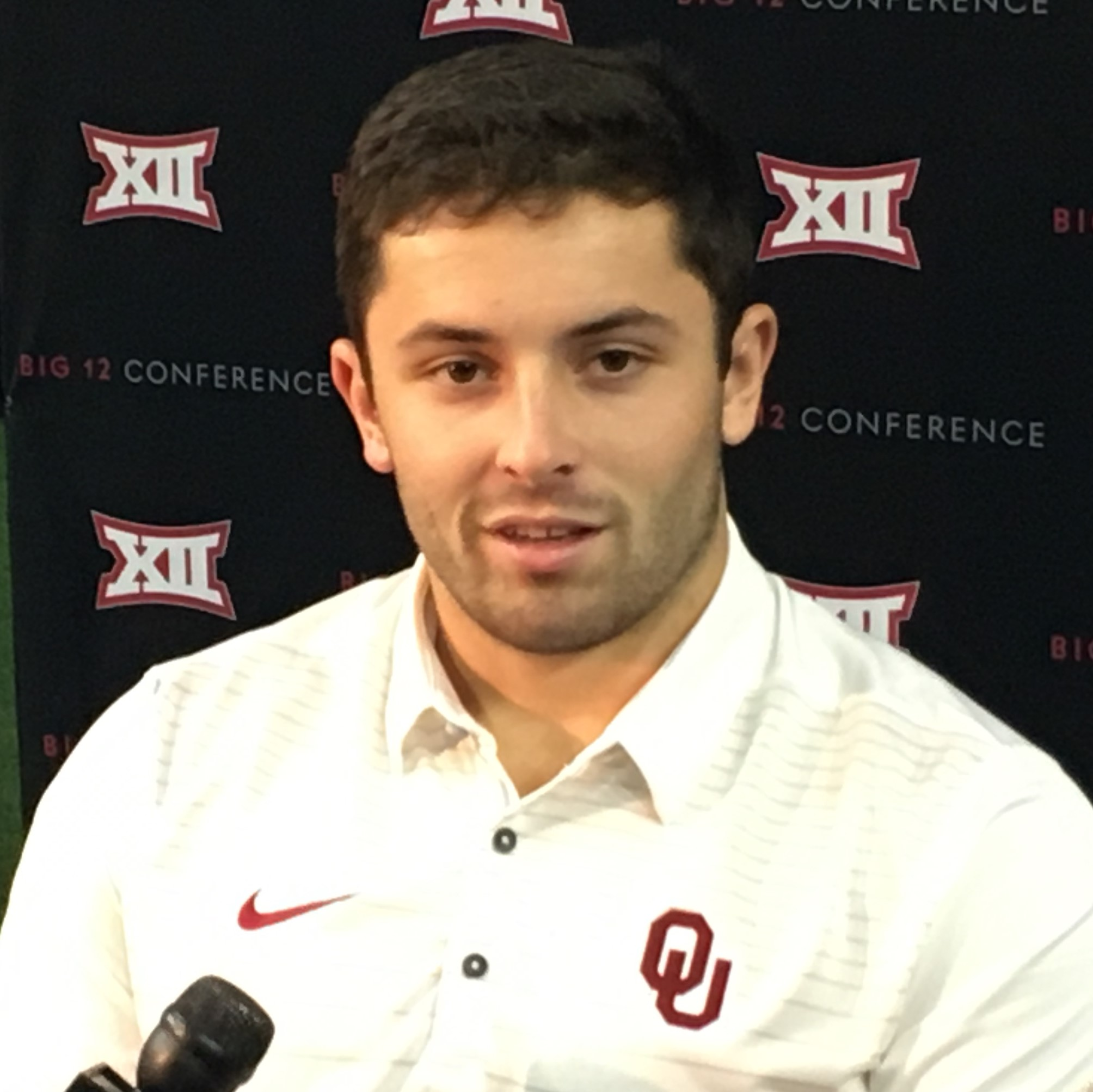
Baker Mayfield è stato la prima scelta assoluta del Draft 2018

Il Draft NFL 2018 si è tenuto tra il 26 e il 28 aprile a Dallas, Texas. È stato il primo draft svoltosi in uno stadio della NFL, e il primo svoltosi in Texas. La prima scelta assoluta era in possesso dei Cleveland Browns, utilizzata per scegliere il quarterback da Oklahoma Baker Mayfield.

## Stagione regolare
La stagione è iniziata il 6 settembre 2018 con i campioni in carica, i Philadelphia Eagles, che hanno ospitato gli Atlanta Falcons al Lincoln Financial Field. Gli accoppiamenti intraconference e interconference sono i seguenti:
Intraconference
- AFC East vs AFC South
- AFC West vs AFC North
- NFC East vs NFC South
- NFC West vs NFC North

Interconference
- AFC East vs NFC North
- AFC North vs NFC South
- AFC South vs NFC East
- AFC West vs NFC West

### Risultati stagione regolare
- La qualificazione ai play-off è indicata in verde (tra parentesi è indicato il seed).

| AFC East                 |    |    |   |     |     |     |
| Squadra                  | V  | S  | P | PCT | PF  | PS  |
| (2) New England Patriots | 11 | 5  | 0 | 688 | 436 | 325 |
| Miami Dolphins           | 7  | 9  | 0 | 438 | 319 | 433 |
| Buffalo Bills            | 6  | 10 | 0 | 375 | 269 | 374 |
| New York Jets            | 4  | 12 | 0 | 250 | 333 | 441 |

| NFC East                |    |    |   |     |     |     |
| Squadra                 | V  | S  | P | PCT | PF  | PS  |
| (4) Dallas Cowboys      | 10 | 6  | 0 | 625 | 339 | 324 |
| (6) Philadelphia Eagles | 9  | 7  | 0 | 563 | 367 | 348 |
| Washington Redskins     | 7  | 9  | 0 | 438 | 281 | 359 |
| New York Giants         | 5  | 11 | 0 | 313 | 369 | 412 |

| AFC North            |    |    |   |     |     |     |
| Squadra              | V  | S  | P | PCT | PF  | PS  |
| (4) Baltimore Ravens | 10 | 6  | 0 | 625 | 389 | 287 |
| Pittsburgh Steelers  | 9  | 6  | 1 | 594 | 428 | 360 |
| Cleveland Browns     | 7  | 8  | 1 | 469 | 359 | 392 |
| Cincinnati Bengals   | 6  | 10 | 0 | 375 | 368 | 455 |

| NFC North         |    |    |   |     |     |     |
| Squadra           | V  | S  | P | PCT | PF  | PS  |
| (3) Chicago Bears | 12 | 4  | 0 | 750 | 421 | 283 |
| Minnesota Vikings | 8  | 7  | 1 | 531 | 360 | 341 |
| Green Bay Packers | 6  | 9  | 1 | 406 | 376 | 400 |
| Detroit Lions     | 6  | 10 | 0 | 375 | 324 | 360 |

| AFC South              |    |    |   |     |     |     |
| Squadra                | V  | S  | P | PCT | PF  | PS  |
| (3) Houston Texans     | 11 | 5  | 0 | 688 | 402 | 316 |
| (6) Indianapolis Colts | 10 | 6  | 0 | 625 | 433 | 344 |
| Tennessee Titans       | 9  | 7  | 0 | 563 | 310 | 303 |
| Jacksonville Jaguars   | 5  | 11 | 0 | 313 | 245 | 316 |

| NFC South              |    |    |   |     |     |     |
| Squadra                | V  | S  | P | PCT | PF  | PS  |
| (1) New Orleans Saints | 13 | 3  | 0 | 813 | 504 | 353 |
| Atlanta Falcons        | 7  | 9  | 0 | 438 | 414 | 423 |
| Carolina Panthers      | 7  | 9  | 0 | 438 | 376 | 382 |
| Tampa Bay Buccaneers   | 5  | 11 | 0 | 313 | 396 | 464 |

| AFC West                 |    |    |   |     |     |     |
| Squadra                  | V  | S  | P | PCT | PF  | PS  |
| (1) Kansas City Chiefs   | 12 | 4  | 0 | 750 | 565 | 421 |
| (5) Los Angeles Chargers | 12 | 4  | 0 | 750 | 428 | 351 |
| Denver Broncos           | 6  | 10 | 0 | 375 | 329 | 349 |
| Oakland Raiders          | 4  | 12 | 0 | 250 | 290 | 457 |

| NFC West             |    |    |   |     |     |     |
| Squadra              | V  | S  | P | PCT | PF  | PS  |
| (2) Los Angeles Rams | 13 | 3  | 0 | 813 | 527 | 384 |
| (5) Seattle Seahawks | 10 | 6  | 0 | 625 | 428 | 347 |
| San Francisco 49ers  | 4  | 12 | 0 | 250 | 342 | 435 |
| Arizona Cardinals    | 3  | 13 | 0 | 188 | 225 | 425 |

spareggi
1. ↑  I Patriots hanno ottenuto il seed 2 sui Texans in base alla vittoria nello scontro diretto.
2. ↑  I Jets hanno finito davanti ai Raiders in base al maggior coefficiente di difficoltà degli avversari sconfitti (.438 contro .406).
3. ↑  I Redskins hanno finito davanti ai Panthers in base alla vittoria nello scontro diretto.
4. ↑  I Giants hanno finito davanti ai Buccaneers in base alla vittoria nello scontro diretto.
5. ↑  I Bengals hanno finito davanti ai Bills in base alle vittorie con gli stessi avversari (3-2 contro 1-4).
6. ↑  I Saints hanno ottenuto il seed 1 sui Rams in base alla vittoria nello scontro diretto.
7. ↑  I Falcons hanno finito davanti ai Redskins e ai Panthers in base alle vittorie negli scontri diretti.
8. ↑  I Chiefs hanno ottenuto il seed 1 sui Chargers in base al miglior risultato nella division (5-1 contro 4-2).
9. ↑  I Broncos hanno finito davanti ai Bengals e ai Bills in base al maggior coefficiente di difficoltà degli avversari sconfitti (.464 contro rispettivamente .448 e .411).

## Play-off
I play-off sono incominciati il 5 e il 6 gennaio 2019 con il Wild Card Round. Sono quindi previsti i Divisional Playoff il 12 e il 13 gennaio e i Conference Championship il 20 gennaio. Il Super Bowl LIII si è disputato il 3 febbraio 2019 al Mercedes-Benz Stadium di Atlanta, Georgia.

### Seeding
| Seed | American Football Conference              | National Football Conference             |
| ---- | ----------------------------------------- | ---------------------------------------- |
| 1    | Kansas City Chiefs (vincitori AFC West)   | New Orleans Saints (vincitori NFC South) |
| 2    | New England Patriots (vincitori AFC East) | Los Angeles Rams (vincitori NFC West)    |
| 3    | Houston Texans (vincitori AFC South)      | Chicago Bears (vincitori NFC North)      |
| 4    | Baltimore Ravens (vincitori AFC North)    | Dallas Cowboys (vincitori NFC East)      |
| 5    | Los Angeles Chargers (Wild Card)          | Seattle Seahawks (Wild Card)             |
| 6    | Indianapolis Colts (Wild Card)            | Philadelphia Eagles (Wild Card)          |

### Incontri
| Wild Card Game | Wild Card Game               | Wild Card Game               | Wild Card Game               |    |               | Divisional Play-off                  | Divisional Play-off                        | Divisional Play-off                  |                                      |                                      | Conference Championship              | Conference Championship | Conference Championship |  |  | Super Bowl LIII | Super Bowl LIII | Super Bowl LIII | Super Bowl LIII | Super Bowl LIII |
|                |                              |                              |                              |    |               |                                      |                                            |                                      |                                      |                                      |                                      |                         |                         |  |  |                 |                 |                 |                 |                 |
|                | 6 gennaio - Soldier Field    | 6 gennaio - Soldier Field    | 6 gennaio - Soldier Field    |    |               | 13 gennaio - Mercedes-Benz Superdome | 13 gennaio - Mercedes-Benz Superdome       | 13 gennaio - Mercedes-Benz Superdome |                                      |                                      |                                      |                         |                         |  |  |                 |                 |                 |                 |                 |
|                | 6 gennaio - Soldier Field    | 6 gennaio - Soldier Field    | 6 gennaio - Soldier Field    |    |               | 13 gennaio - Mercedes-Benz Superdome | 13 gennaio - Mercedes-Benz Superdome       | 13 gennaio - Mercedes-Benz Superdome |                                      |                                      |                                      |                         |                         |  |  |                 |                 |                 |                 |                 |
|                | 6 gennaio - Soldier Field    | 6 gennaio - Soldier Field    | 6 gennaio - Soldier Field    |    |               | 13 gennaio - Mercedes-Benz Superdome | 13 gennaio - Mercedes-Benz Superdome       | 13 gennaio - Mercedes-Benz Superdome |                                      |                                      |                                      |                         |                         |  |  |                 |                 |                 |                 |                 |
|                | 6 gennaio - Soldier Field    | 6 gennaio - Soldier Field    | 6 gennaio - Soldier Field    |    |               | 13 gennaio - Mercedes-Benz Superdome | 13 gennaio - Mercedes-Benz Superdome       | 13 gennaio - Mercedes-Benz Superdome |                                      |                                      |                                      |                         |                         |  |  |                 |                 |                 |                 |                 |
|                | 6                            | Philadelphia                 | 16                           |    |               | 13 gennaio - Mercedes-Benz Superdome | 13 gennaio - Mercedes-Benz Superdome       | 13 gennaio - Mercedes-Benz Superdome |                                      |                                      |                                      |                         |                         |  |  |                 |                 |                 |                 |                 |
|                | 6                            | Philadelphia                 | 16                           | 6  | Philadelphia  | 14                                   |                                            |                                      |                                      |                                      |                                      |                         |                         |  |  |                 |                 |                 |                 |                 |
|                | 3                            | Chicago                      | 15                           | 6  | Philadelphia  | 14                                   |                                            |                                      | 20 gennaio - Mercedes-Benz Superdome | 20 gennaio - Mercedes-Benz Superdome | 20 gennaio - Mercedes-Benz Superdome |                         |                         |  |  |                 |                 |                 |                 |                 |
|                | 3                            | Chicago                      | 15                           | 1  | New Orleans   | 20                                   |                                            |                                      | 20 gennaio - Mercedes-Benz Superdome | 20 gennaio - Mercedes-Benz Superdome | 20 gennaio - Mercedes-Benz Superdome |                         |                         |  |  |                 |                 |                 |                 |                 |
|                |                              |                              |                              | 1  | New Orleans   | 20                                   |                                            |                                      | 20 gennaio - Mercedes-Benz Superdome | 20 gennaio - Mercedes-Benz Superdome | 20 gennaio - Mercedes-Benz Superdome |                         |                         |  |  |                 |                 |                 |                 |                 |
|                |                              |                              |                              |    |               |                                      |                                            |                                      | 20 gennaio - Mercedes-Benz Superdome | 20 gennaio - Mercedes-Benz Superdome | 20 gennaio - Mercedes-Benz Superdome |                         |                         |  |  |                 |                 |                 |                 |                 |
|                | 5 gennaio - AT&T Stadium     | 5 gennaio - AT&T Stadium     | 5 gennaio - AT&T Stadium     | 2  | L.A. Rams     | 26                                   |                                            |                                      |                                      |                                      |                                      |                         |                         |  |  |                 |                 |                 |                 |                 |
|                | 5 gennaio - AT&T Stadium     | 5 gennaio - AT&T Stadium     | 5 gennaio - AT&T Stadium     | 2  | L.A. Rams     | 26                                   | 12 gennaio - Los Angeles Memorial Coliseum |                                      |                                      |                                      |                                      |                         |                         |  |  |                 |                 |                 |                 |                 |
|                | 5 gennaio - AT&T Stadium     | 5 gennaio - AT&T Stadium     | 5 gennaio - AT&T Stadium     |    | 1             | New Orleans                          | 23                                         |                                      |                                      |                                      |                                      |                         |                         |  |  |                 |                 |                 |                 |                 |
|                | 5 gennaio - AT&T Stadium     | 5 gennaio - AT&T Stadium     | 5 gennaio - AT&T Stadium     |    | 1             | New Orleans                          | 23                                         |                                      |                                      |                                      |                                      |                         |                         |  |  |                 |                 |                 |                 |                 |
|                | 5                            | Seattle                      | 22                           |    |               |                                      |                                            |                                      |                                      |                                      |                                      |                         |                         |  |  |                 |                 |                 |                 |                 |
|                | 5                            | Seattle                      | 22                           | 4  | Dallas        | 22                                   |                                            |                                      |                                      |                                      |                                      |                         |                         |  |  |                 |                 |                 |                 |                 |
|                | 4                            | Dallas                       | 24                           | 4  | Dallas        | 22                                   |                                            |                                      | 3 febbraio - Mercedes-Benz Stadium   | 3 febbraio - Mercedes-Benz Stadium   | 3 febbraio - Mercedes-Benz Stadium   |                         |                         |  |  |                 |                 |                 |                 |                 |
|                | 4                            | Dallas                       | 24                           | 2  | L.A. Rams     | 30                                   |                                            |                                      | 3 febbraio - Mercedes-Benz Stadium   | 3 febbraio - Mercedes-Benz Stadium   | 3 febbraio - Mercedes-Benz Stadium   |                         |                         |  |  |                 |                 |                 |                 |                 |
|                |                              |                              |                              | 2  | L.A. Rams     | 30                                   |                                            |                                      |                                      | 3 febbraio - Mercedes-Benz Stadium   | 3 febbraio - Mercedes-Benz Stadium   |                         |                         |  |  |                 |                 |                 |                 |                 |
|                |                              |                              |                              |    |               |                                      |                                            |                                      |                                      | 3 febbraio - Mercedes-Benz Stadium   | 3 febbraio - Mercedes-Benz Stadium   |                         |                         |  |  |                 |                 |                 |                 |                 |
|                | 6 gennaio - M&T Bank Stadium | 6 gennaio - M&T Bank Stadium | 6 gennaio - M&T Bank Stadium | N2 | L.A. Rams     | 3                                    |                                            |                                      |                                      |                                      |                                      |                         |                         |  |  |                 |                 |                 |                 |                 |
|                | 6 gennaio - M&T Bank Stadium | 6 gennaio - M&T Bank Stadium | 6 gennaio - M&T Bank Stadium | N2 | L.A. Rams     | 3                                    | 13 gennaio - Gillette Stadium              |                                      |                                      |                                      |                                      |                         |                         |  |  |                 |                 |                 |                 |                 |
|                | 6 gennaio - M&T Bank Stadium | 6 gennaio - M&T Bank Stadium | 6 gennaio - M&T Bank Stadium |    | A2            | New England                          | 13                                         |                                      |                                      |                                      |                                      |                         |                         |  |  |                 |                 |                 |                 |                 |
|                | 6 gennaio - M&T Bank Stadium | 6 gennaio - M&T Bank Stadium | 6 gennaio - M&T Bank Stadium |    | A2            | New England                          | 13                                         |                                      |                                      |                                      |                                      |                         |                         |  |  |                 |                 |                 |                 |                 |
|                | 5                            | L.A. Chargers                | 23                           |    |               |                                      |                                            |                                      |                                      |                                      |                                      |                         |                         |  |  |                 |                 |                 |                 |                 |
|                | 5                            | L.A. Chargers                | 23                           | 5  | L.A. Chargers | 28                                   |                                            |                                      |                                      |                                      |                                      |                         |                         |  |  |                 |                 |                 |                 |                 |
|                | 4                            | Baltimore                    | 17                           | 5  | L.A. Chargers | 28                                   |                                            |                                      | 20 gennaio - Arrowhead Stadium       | 20 gennaio - Arrowhead Stadium       | 20 gennaio - Arrowhead Stadium       |                         |                         |  |  |                 |                 |                 |                 |                 |
|                | 4                            | Baltimore                    | 17                           | 2  | New England   | 41                                   |                                            |                                      | 20 gennaio - Arrowhead Stadium       | 20 gennaio - Arrowhead Stadium       | 20 gennaio - Arrowhead Stadium       |                         |                         |  |  |                 |                 |                 |                 |                 |
|                |                              |                              |                              | 2  | New England   | 41                                   |                                            |                                      | 20 gennaio - Arrowhead Stadium       | 20 gennaio - Arrowhead Stadium       | 20 gennaio - Arrowhead Stadium       |                         |                         |  |  |                 |                 |                 |                 |                 |
|                |                              |                              |                              |    |               |                                      |                                            |                                      | 20 gennaio - Arrowhead Stadium       | 20 gennaio - Arrowhead Stadium       | 20 gennaio - Arrowhead Stadium       |                         |                         |  |  |                 |                 |                 |                 |                 |
|                | 5 gennaio - NRG Stadium      | 5 gennaio - NRG Stadium      | 5 gennaio - NRG Stadium      | 2  | New England   | 37                                   |                                            |                                      |                                      |                                      |                                      |                         |                         |  |  |                 |                 |                 |                 |                 |
|                | 5 gennaio - NRG Stadium      | 5 gennaio - NRG Stadium      | 5 gennaio - NRG Stadium      | 2  | New England   | 37                                   | 12 gennaio - Arrowhead Stadium             |                                      |                                      |                                      |                                      |                         |                         |  |  |                 |                 |                 |                 |                 |
|                | 5 gennaio - NRG Stadium      | 5 gennaio - NRG Stadium      | 5 gennaio - NRG Stadium      |    | 1             | Kansas City                          | 31                                         |                                      |                                      |                                      |                                      |                         |                         |  |  |                 |                 |                 |                 |                 |
|                | 5 gennaio - NRG Stadium      | 5 gennaio - NRG Stadium      | 5 gennaio - NRG Stadium      |    | 1             | Kansas City                          | 31                                         |                                      |                                      |                                      |                                      |                         |                         |  |  |                 |                 |                 |                 |                 |
|                | 6                            | Indianapolis                 | 21                           |    |               |                                      |                                            |                                      |                                      |                                      |                                      |                         |                         |  |  |                 |                 |                 |                 |                 |
|                | 6                            | Indianapolis                 | 21                           | 6  | Indianapolis  | 13                                   |                                            |                                      |                                      |                                      |                                      |                         |                         |  |  |                 |                 |                 |                 |                 |
|                | 3                            | Houston                      | 7                            | 6  | Indianapolis  | 13                                   |                                            |                                      |                                      |                                      |                                      |                         |                         |  |  |                 |                 |                 |                 |                 |
|                | 3                            | Houston                      | 7                            | 1  | Kansas City   | 31                                   |                                            |                                      |                                      |                                      |                                      |                         |                         |  |  |                 |                 |                 |                 |                 |

### Vincitore
| Vincitori del Super Bowl LIII New England Patriots 6º titolo |

## Cambi di allenatore

### Prima dell'inizio della stagione
| Squadra            | Allenatore 2017 | Interim 2017    | Sostituto 2018 | Ragione             |
| ------------------ | --------------- | --------------- | -------------- | ------------------- |
| Arizona Cardinals  | Bruce Arians    | Bruce Arians    | Steve Wilks    | Ritiro              |
| Chicago Bears      | John Fox        | John Fox        | Matt Nagy      | Licenziamento       |
| Detroit Lions      | Jim Caldwell    | Jim Caldwell    | Matt Patricia  | Licenziamento       |
| Indianapolis Colts | Chuck Pagano    | Chuck Pagano    | Frank Reich    | Licenziamento       |
| New York Giants    | Ben McAdoo      | Steve Spagnuolo | Pat Shurmur    | Licenziamento       |
| Oakland Raiders    | Jack Del Rio    | Jack Del Rio    | Jon Gruden     | Licenziamento       |
| Tennessee Titans   | Mike Mularkey   | Mike Mularkey   | Mike Vrabel    | Decisione condivisa |

### Durante la stagione
| Squadra           | Allenatore    | Ragione       | Sostituto ad interim |
| ----------------- | ------------- | ------------- | -------------------- |
| Cleveland Browns  | Hue Jackson   | Licenziamento | Gregg Williams       |
| Green Bay Packers | Mike McCarthy | Licenziamento | Joe Philbin          |

## Record e traguardi
Settimana 1
- Adrian Peterson divenne il nono giocatore a segnare 100 touchdown su corsa in carriera.[4]

Settimana 2
- Frank Gore superò Curtis Martin al quarto posto nella classifica delle yard corse in carriera con 14.103.[5]

Settimana 4
- Adam Vinatieri superò Morten Andersen col suo 566º field goal segnato in carriera, un nuovo record assoluto.[6]

Settimana 5
- Tom Brady lanciò il suo 500º touchdown in carriera, il terzo quarterback nella storia della NFL a riuscirvi (dopo Brett Favre e Peyton Manning) e il primo a farlo con una sola squadra.[7] Con quello stesso passaggio, Brady lanciò un touchdown al 71º ricevitore diverso, superando il primato precedentemente detenuto da Vinny Testaverde.[8]
- Drew Brees divenne il leader di tutti i tempi della NFL con 71.941 yard passate, superando nella stessa gara Brett Favre e Peyton Manning. Brees stabilì il record con un passaggio da touchdown da 62 yard nel secondo quarto per Tre'Quan Smith.

Settimana 7
- Drew Brees divenne il terzo quarterback della storia della NFL a battere tutte le 32 squadre, unendosi a Brett Favre e Peyton Manning.[9]

Settimana 8
- Adam Vinatieri stabilì il record NFL per punti segnati in carriera salendo a quota 2.550 e superando Morten Andersen.[10]
- Adam Thielen pareggiò il record NFL di Calvin Johnson con l'ottava gara consecutiva da 100 yard ricevute.[11]

Settimana 10
- Julio Jones divenne il giocatore a raggiungere più velocemente le 10.000 yard ricevute in carriera nella storia della NFL, impiegandovi 104 partite. Superò il record precedentemente stabilito da Calvin Johnson, che raggiunse questo traguardo in 115 partite.[12]
- Larry Fitzgerald superò Terrell Owens al secondo posto nella classifica delle yard ricevute in carriera con 15.952.[13]

Settimana 11
- La partita del Monday Night Football tra Rams e Chiefs, terminata 54-51 in favore dei padroni di casa, fu la prima gara della storia in cui due squadre segnarono entrambe 50 punti.

Settimana 12
- Gli Houston Texans vinsero l'ottava gara consecutiva dopo avere perso tutte le prime tre, la prima volta che accadde nella storia della NFL.[14]
- Philip Rivers completò 25 passaggi consecutivi a inizio partita, superandol il record di 22 precedentemente detenuto da Mark Brunell.  Pareggiò inoltre il primato di Ryan Tannehill di 25 passaggi consecutivi in qualsiasi momento della partita. Rivers concluse completando 28 passaggi su 29 (96,6%), superando il record di percentuale di 92,3% precedentemente stabilito da Kurt Warner.[15]

Settimana 14
- Derrick Henry segnò un touchdown dopo una corsa da 99 yard pareggiando il record NFL di Tony Dorsett per il più lungo TD su corsa della storia. Tale record non potrà mai essere superato perché le azioni non possono iniziare prima della linea di scrimmage.

Settimana 15
- Tom Brady divenne il quarto quarterback a raggiungere le 70.000 yard passate in carriera.[16]

Settimana 16
- I New England Patriots vinsero almeno 10 partite per la 16ª stagione consecutiva, pareggiando il record stabilito nel periodo 1983–1998 dai San Francisco 49ers. Inoltre vinsero la propria division per la decima stagione consecutiva, estendendo il record già in proprio possesso. La decima qualificazione consecutiva ai playoff superò inoltre il primato condiviso dai Dallas Cowboys (1975–1983) e gli Indianapolis Colts (2002–2010).

Settimana 17
- Con 1.377 yard ricevute, George Kittle stabilì un nuovo record per yard ricevute in una singola stagione da un tight end.[17]
- Baker Mayfield mise a segno il suo 27° touchdown su passaggio, stabilendo un nuovo record per touchdown passati da un quarterback rookie in una singola stagione.[18]

## Leader della lega
| Categoria              | Giocatore                                                    | N.         |
| Yard passate           | Ben Roethlisberger (PIT)                                     | 5.129 yard |
| Touchdown passati      | Patrick Mahomes (KC)                                         | 50         |
| Yard corse             | Ezekiel Elliott (DAL)                                        | 1.434 yard |
| Touchdown su corsa     | Todd Gurley (LAR)                                            | 17         |
| Ricezioni              | Michael Thomas (NO)                                          | 125        |
| Yard ricevute          | Julio Jones (ATL)                                            | 1.677 yard |
| Touchdown su ricezione | Antonio Brown (PIT)                                          | 15         |
| Tackle totali          | Darius Leonard (IND)                                         | 163        |
| Sack                   | Aaron Donald (LAR)                                           | 20,5       |
| Intercetti             | Kyle Fuller (CHI), Xavien Howard (MIA), Damontae Kazee (ATL) | 7          |
| Fumble forzati         | J.J. Watt (HOU), Dee Ford (KC)                               | 7          |

Fonte:

## Premi

### Premi stagionali

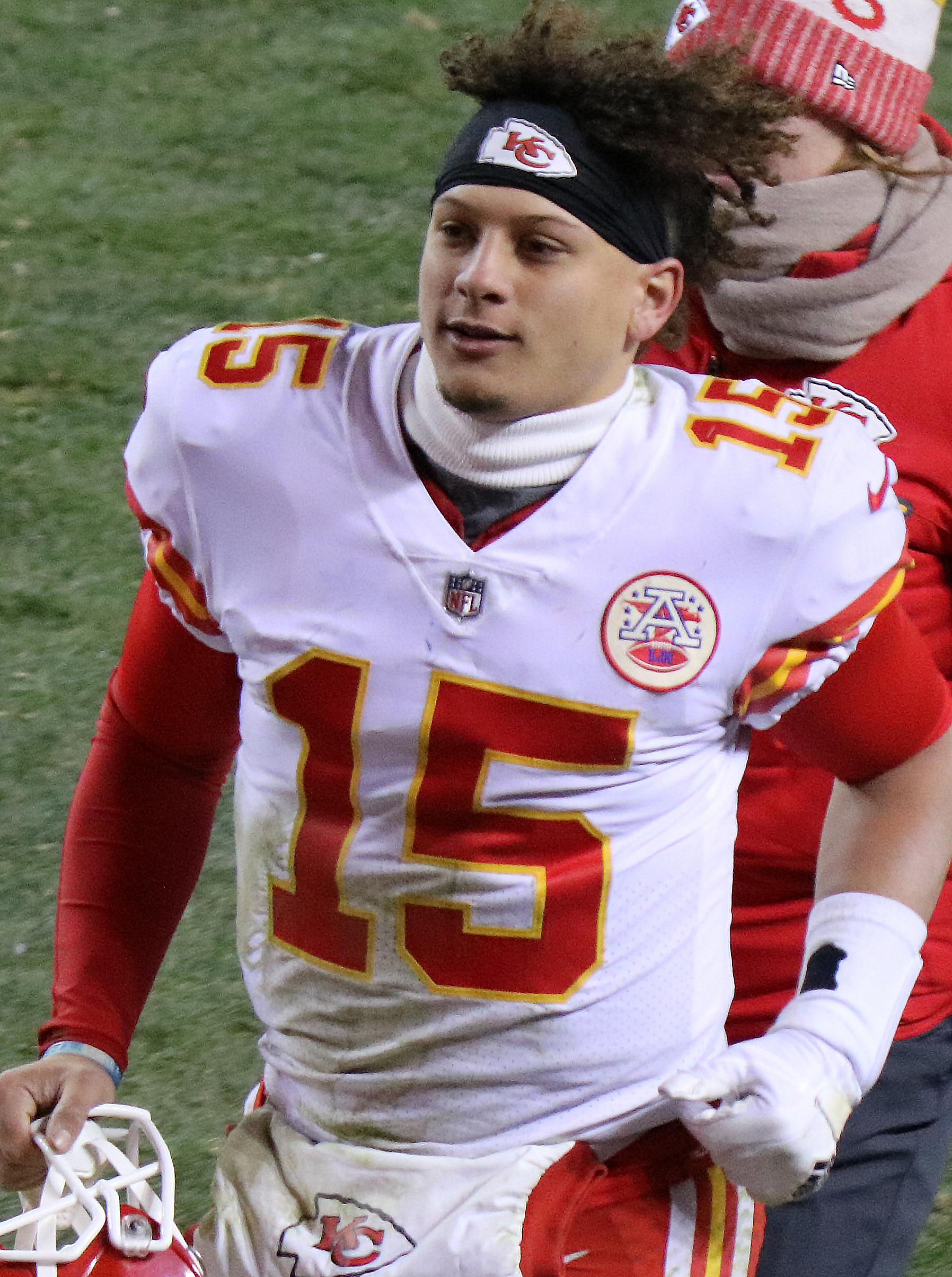
Nel 2018 Patrick Mahomes è stato premiato come MVP della NFL per la prima volta in carriera, il più giovane vincitore da Dan Marino nel

| Premio                            | Vincitore       | Ruolo            | Squadra              |
| --------------------------------- | --------------- | ---------------- | -------------------- |
| MVP della NFL                     | Patrick Mahomes | Quarterback      | Kansas City Chiefs   |
| Giocatore offensivo dell'anno     | Patrick Mahomes | Quarterback      | Kansas City Chiefs   |
| Difensore dell'anno               | Aaron Donald    | Defensive tackle | Los Angeles Rams     |
| Allenatore dell'anno              | Matt Nagy       | Allenatore       | Chicago Bears        |
| Rookie offensivo dell'anno        | Saquon Barkley  | Running back     | New York Giants      |
| Rookie difensivo dell'anno        | Darius Leonard  | Linebacker       | Indianapolis Colts   |
| Comeback Player of the Year       | Andrew Luck     | Quarterback      | Indianapolis Colts   |
| Walter Payton NFL Man of the Year | Chris Long      | Defensive end    | Philadelphia Eagles  |
| PFWA Dirigente dell'anno          | Chris Ballard   | General manager  | Indianapolis Colts   |
| MVP del Super Bowl                | Julian Edelman  | Wide receiver    | New England Patriots |

### All-Pro team
I seguenti giocatori sono stati inseriti nel First-team All-Pro dall'Associated Press:
| Attacco          | Attacco                                              |
| ---------------- | ---------------------------------------------------- |
| Quarterback      | Patrick Mahomes, Kansas City                         |
| Running back     | Todd Gurley, Los Angeles Rams                        |
| Flex             | Tyreek Hill, Kansas City                             |
| Wide receiver    | Michael Thomas, New Orleans DeAndre Hopkins, Houston |
| Tight end        | Travis Kelce, Kansas City                            |
| Tackle sinistro  | David Bakhtiari, Green Bay                           |
| Guardia sinistra | Quenton Nelson, Indianapolis                         |
| Centro           | Jason Kelce, Philadelphia                            |
| Guardia destra   | Zack Martin, Dallas                                  |
| Tackle destro    | Mitchell Schwartz, Kansas City                       |

| Difesa           | Difesa                                                                    |
| ---------------- | ------------------------------------------------------------------------- |
| Edge rusher      | J.J. Watt, Houston Khalil Mack, Chicago                                   |
| Interior lineman | Aaron Donald, Los Angeles Rams Fletcher Cox, Philadelphia                 |
| Linebacker       | Luke Kuechly, Carolina Bobby Wagner, Seattle Darius Leonard, Indianapolis |
| Cornerback       | Kyle Fuller, Chicago Stephon Gilmore, New England                         |
| Safety           | Eddie Jackson, Chicago Derwin James, Los Angeles Chargers                 |

| Placekicker    | Justin Tucker, Baltimore              |
| Punter         | Michael Dickson, Seattle              |
| Kick returner  | Andre Roberts, New York Jets          |
| Special teamer | Adrian Phillips, Los Angeles Chargers |

### Premi settimanali e mensili
| Sett./ Mese | Offensivo Giocatore della settimana/mese | Offensivo Giocatore della settimana/mese | Difensivo Giocatore della settimana/mese | Difensivo Giocatore della settimana/mese | Special team Giocatore della settimana/mese | Special team Giocatore della settimana/mese |
| Sett./ Mese | AFC                                      | NFC                                      | AFC                                      | NFC                                      | AFC                                         | NFC                                         |
| ----------- | ---------------------------------------- | ---------------------------------------- | ---------------------------------------- | ---------------------------------------- | ------------------------------------------- | ------------------------------------------- |
| 1           | Patrick Mahomes QB (Chiefs)              | Ryan Fitzpatrick QB (Buccaneers)         | T.J. Watt OLB (Steelers)                 | Harrison Smith FS (Vikings)              | Jakeem Grant WR-KR (Dolphins)               | Greg Zuerlein K (Rams)                      |
| 2           | Patrick Mahomes QB (Chiefs)              | Ryan Fitzpatrick QB (Buccaneers)         | Darius Leonard OLB (Colts)               | Danny Trevathan ILB (Bears)              | Dane Cruikshank SS (Titans)                 | Robbie Gould K (49ers)                      |
| 3           | Ben Roethlisberger QB (Steelers)         | Drew Brees QB (Saints)                   | Matt Milano OLB (Bills)                  | Efe Obada DE (Panthers)                  | Justin Tucker K (Ravens)                    | Blake Countess SS (Rams)                    |
| 4           | Marcus Mariota QB (Titans)               | Jared Goff QB (Rams)                     | Jadeveon Clowney OLB (Texans)            | Demario Davis ILB (Saints)               | Dwayne Harris WR-KR (Raiders)               | Brett Maher K (Cowboys)                     |
| Set.        | Patrick Mahomes QB (Chiefs)              | Jared Goff QB (Rams)                     | J.J. Watt DE (Texans)                    | Khalil Mack OLB (Bears)                  | Justin Tucker K (Ravens)                    | Wil Lutz K (Saints)                         |
| 5           | Isaiah Crowell RB (Jets)                 | Drew Brees QB (Saints)                   | T.J. Watt OLB (Steelers)                 | Chandler Jones DE (Cardinals)            | Denzel Ward CB (Browns)                     | Graham Gano K (Panthers)                    |
| 6           | Albert Wilson WR (Dolphins)              | Todd Gurley RB (Rams)                    | Za'Darius Smith OLB (Ravens)             | Frank Clark DE (Seahawks)                | Jason Myers K (Jets)                        | Mason Crosby K (Packers)                    |
| 7           | Emmanuel Sanders WR (Broncos)            | Cam Newton QB (Panthers)                 | Mike Mitchell FS (Colts)                 | Aaron Donald DT (Rams)                   | Dont'a Hightower OLB (Patriots)             | Giorgio Tavecchio K (Falcons)               |
| 8           | James Conner RB (Steelers)               | Adrian Peterson RB (Redskins)            | Dee Ford OLB (Chiefs)                    | P.J. Williams CB (Saints)                | Adam Vinatieri K (Colts)                    | Michael Dickson P (Seahawks)                |
| Ott.        | James Conner RB (Steelers)               | Todd Gurley RB (Rams)                    | Dee Ford OLB (Chiefs)                    | Aaron Donald DT (Rams)                   | Stephen Gostkowski K (Patriots)             | Graham Gano K (Panthers)                    |
| 9           | Kareem Hunt RB (Chiefs)                  | Michael Thomas WR (Saints)               | Desmond King CB (Chargers)               | Danielle Hunter DE (Vikings)             | Matt Haack P (Dolphins)                     | Bradley Pinion P (49ers)                    |
| 10          | Ben Roethlisberger QB (Steelers)         | Mitchell Trubisky QB (Bears)             | Wesley Woodyard ILB (Titans)             | Leighton Vander Esch MLB (Cowboys)       | Steven Hauschka K (Bills)                   | Tress Way P (Redskins)                      |
| 11          | Andrew Luck QB (Colts)                   | Saquon Barkley RB (Giants)               | Von Miller OLB (Broncos)                 | Samson Ebukam OLB (Rams)                 | Daniel Carlson K (Raiders)                  | Cody Parkey K (Bears)                       |
| 12          | Philip Rivers QB (Chargers)              | Amari Cooper WR (Cowboys)                | J.J. Watt DE (Texans)                    | Eddie Jackson S (Bears)                  | Cyrus Jones CB-PR (Ravens)                  | Sebastian Janikowski K (Seahawks)           |
| Nov.        | Andrew Luck QB (Colts)                   | Drew Brees QB (Saints)                   | Chris Jones DE (Chiefs)                  | Eddie Jackson S (Bears)                  | Justin Tucker K (Ravens)                    | Michael Dickson P (Seahawks)                |
| 13          | Phillip Lindsay RB (Broncos)             | Todd Gurley RB (Rams)                    | Xavien Howard CB (Dolphins)              | Bobby Wagner LB (Seahawks)               | Desmond King CB-KR (Chargers)               | Aldrick Rosas K (Giants)                    |
| 14          | Derrick Henry RB (Titans)                | Amari Cooper WR (Cowboys)                | Denico Autry DE (Colts)                  | Darius Slay CB (Lions)                   | Michael Badgley K (Chargers)                | Taysom Hill QB-KR (Saints)                  |
| 15          | Mike Williams WR (Chargers)              | Dalvin Cook RB (Vikings)                 | Joe Haden CB (Steelers)                  | Grady Jarrett DT (Falcons)               | Ka'imi Fairbairn K (Texans)                 | Robbie Gould K (49ers)                      |
| 16          | Baker Mayfield QB (Browns)               | Nick Foles QB (Eagles)                   | Patrick Onwuasor LB (Ravens)             | Aaron Donald DT (Rams)                   | Dwayne Harris WR-KR (Raiders)               | Brett Maher K (Cowboys)                     |
| 17          | Josh Allen QB (Bills)                    | Blake Jarwin TE (Cowboys)                | Darius Leonard OLB (Colts)               | Fletcher Cox DT (Eagles)                 | Justin Tucker K (Ravens)                    | Matt Prater K (Lions)                       |
| Dic.        | Derrick Henry RB (Titans)                | Chris Carson RB (Seahawks)               | Darius Leonard OLB (Colts)               | Aaron Donald DT (Rams)                   | Ka'imi Fairbarn K (Texans)                  | Robbie Gould K (49ers)                      |

| Mese | Rookie del mese            | Rookie del mese                    |
| Mese | Offensivo                  | Difensivo                          |
| ---- | -------------------------- | ---------------------------------- |
| Set. | Calvin Ridley WR (Falcons) | Darius Leonard OLB (Colts)         |
| Ott. | Quenton Nelson G (Colts)   | Bradley Chubb DE (Broncos)         |
| Nov. | Baker Mayfield QB (Browns) | Leighton Vander Esch OLB (Cowboys) |
| Dic. | Lamar Jackson QB (Ravens)  | Tremaine Edmunds MLB (Bills)       |